# Rogny-les-Sept-Écluses
Rogny-les-Sept-Écluses là một xã của Pháp,tọa lạc ở tỉnh Yonne trong vùng Bourgogne.

## Hành chính
| Danh sách các thị trưởng               |               |              |                   |         |
| Giai đoạn                              | Giai đoạn     | Tên          | Đảng              | Tư cách |
| tháng 3 năm 2001                       | à aujourd'hui | Claude Samyn | pas d'affiliation |         |
| Tất cả các dữ liệu trước đây không rõ. |               |              |                   |         |

## Thông tin nhân khẩu
| Năm | 1962 | 1968 | 1975 | 1982 | 1990 | 1999 |
| --- | ---- | ---- | ---- | ---- | ---- | ---- |
| Dân số | 767  | 787  | 735  | 740  | 725  | 725  |
| From the year 1962 on: No double counting—residents of multiple communes (e.g. students and military personnel) are counted only once. |      |      |      |      |      |      |